# Oecophylla superba
Oecophylla superba är en myrart som beskrevs av Théobald 1937. Oecophylla superba ingår i släktet Oecophylla och familjen myror. Inga underarter finns listade i Catalogue of Life.